# Choi Jin-hyuk
Choi Jin-hyuk (hangul: 최진혁; ur. 9 lutego 1986, Mokpo, jako Kim Tae-ho) – południowokoreański aktor. Choi zadebiutował w 2006 roku w programie rozrywkowym Survival Star Audition KBS.

## Filmografia

### Filmy
| Rok  | Tytuł           | Rola         |
| ---- | --------------- | ------------ |
| 2012 | Eumchi clinic   | Park Min-soo |
| 2014 | Sin-ui han su   | Seon-soo     |
| 2015 | Koisuru Vampire | Mike         |

### Seriale
| Rok       | Tytuł                                                                | Rola                            | Stacja telewizyjna |
| --------- | -------------------------------------------------------------------- | ------------------------------- | ------------------ |
| 2006      | Rainbow Romance (kor. 레인보우 로망스)                               | uczeń liceum (rola epizodyczna) | MBC                |
| 2006-2007 | Ildan ttwieo (kor. 일단 뛰어)                                        | Lee Hyuk-jin                    | KBS2               |
| 2007      | Drama City: "A Neighborhood for Young People"                        | Kim Byung-yong                  | KBS2               |
| 2007-2008 | Areumda-un sijeol (아름다운 시절)                                    | Oh Jae-hyuk                     | KBS1               |
| 2008      | Jeonseol-ui gohyang – Gumiho                                         | Hyo-moon                        | KBS2               |
| 2008-2009 | Nae sarang geumji-ok-yeob                                            | Ha Dong-woo                     | KBS2               |
| 2009      | Jeonseol-ui gohyang – Gyejibjong                                     | Lee Rang                        | KBS2               |
| 2010      | Makaron                                                              | Sunwoo Deok                     | MBC                |
| 2010-2011 | W porządku, córeczko tatusia.                                        | Choi Hyuk-ki                    | SBS                |
| 2011      | Romance pil-yohae                                                    | Bae Sung-hyun                   | tvN                |
| 2011-2012 | Nae ttal Kkotnim-i                                                   | Gu Sang-hyuk                    | SBS                |
| 2012      | Panda i Jeż                                                          | Choi Won-il                     | Channel A          |
| 2013      | Księga rodziny Gu                                                    | Gu Wol-ryung                    | MBC                |
| 2013      | Spadkobiercy – Ten, kto chce nosić koronę, musi udźwignąć jej ciężar | Kim Won                         | SBS                |
| 2014      | Nagły przypadek: mężczyzna i kobieta                                 | Oh Chang-min                    | tvN                |
| 2014      | Kkothalbae susadae                                                   | młody Lee Joon-hyuk (cameo)     | tvN                |
| 2014      | Przeznaczona miłość                                                  | Daniel Pitt                     | MBC                |
| 2014-2015 | Duma i uprzedzenie                                                   | Gu Dong-chi                     | MBC                |
| 2017      | Tunnel                                                               | Park Gwang-ho                   | OCN                |

### Programy rewiowe
| Rok  | Tytuł                                                           | Stacja telewizyjna | Uwagi               |
| ---- | --------------------------------------------------------------- | ------------------ | ------------------- |
| 2006 | Survival Star Audition                                          | KBS2               | uczestnik           |
| 2010 | Star Photographer Tansaenggi – Passionate Force                 | MBC Every 1        | członek obsady      |
| 2013 | MBC 10th Anniversary Special: Od Dae Jang-geum do I Am a Singer | MBC                | prowadzący          |
| 2013 | Running Man                                                     | SBS                | gościnnie, odc. 166 |
| 2014 | Happy Together (sezon 3)                                        | KBS2               | gościnnie, odc. 363 |

### Teledyski
| Rok  | Tytuł                | Artysta  |
| ---- | -------------------- | -------- |
| 2012 | "Even If I Choke Up" | T.G.U.S. |
| 2013 | "Sad Song"           | Tae One  |

## Dyskografia
Single
| 2011                                           | „Enough to Die (죽을만큼)”                                       |    |                 | W porządku, córeczko tatusia. OST Part 4        | –       |
| 2012                                           | „Inverted Love”                                                  |    |                 | Panda i Jeż OST                                 | –       |
| 2013                                           | „Best Wishes To You (Acoustic Ver.) (잘 있나요 (Acoustic Ver.))” | 6  | - KOR: 345 828+ | Księga rodziny Gu OST Special                   | –       |
| 2013                                           | „Don't Look Back (돌아보지마)”                                   |    |                 | Spadkobiercy OST                                | –       |
| 2014                                           | „The Scent of Flower (꽃향기)”                                   | 67 | - KOR: 45 375+  | Nagły przypadek: mężczyzna i kobieta OST Part 5 | YouTube |
| "—" oznacza, że wydawnictwo nie było notowane. |                                                                  |    |                 |                                                 |         |

## Nagrody i nominacje
| Rok  | Ceremonia                   | Nagroda                                            | Za                 | Wynik     | Źródło |
| ---- | --------------------------- | -------------------------------------------------- | ------------------ | --------- | ------ |
| 2006 | KBS Survival Star Audition  | Wielka nagroda (Daesang)                           |                    | Wygrana   |        |
| 2013 | 6th Style Icon Awards       | Best K-Style Award                                 |                    | Wygrana   | [ 1 ]  |
| 2013 | 2. APAN Star Awards         | Najlepszy nowy aktor                               | Księga rodziny Gu  | Wygrana   | [ 1 ]  |
| 2013 | MBC Drama Awards            | Najlepszy nowy aktor                               | Księga rodziny Gu  | Nominacja |        |
| 2013 | SBS Drama Awards            | New Star Award                                     | Spadkobiercy       | Wygrana   | [ 1 ]  |
| 2014 | 50. Baeksang Arts Awards    | Najlepszy nowy aktor telewizyjny                   | Księga rodziny Gu  | Nominacja |        |
| 2014 | 2nd Asia Rainbow TV Awards  | Outstanding Supporting Actor                       | Księga rodziny Gu  | Wygrana   |        |
| 2014 | 7. Korea Drama Awards       | Excellence Award, Actor                            | Spadkobiercy       | Nominacja |        |
| 2014 | 7th Style Icon Awards       | Top 10 Style Icons                                 |                    | Nominacja |        |
| 2014 | 51. Grand Bell Awards       | najlepszy nowy aktor filmowy                       | Sin-ui han su      | Nominacja | [ 6 ]  |
| 2014 | 35. Blue Dragon Film Awards | najlepszy nowy aktor filmowy                       | Sin-ui han su      | Nominacja |        |
| 2014 | MBC Drama Awards            | Excellence Award, Actor in a Special Project Drama | Duma i uprzedzenie | Wygrana   | [ 1 ]  |